# 小行星7680
小行星7680（7680 Cari）是一颗绕太阳运转的小行星，为主小行星带小行星。该小行星于1996年4月16日发现。

## 轨道参数
小行星7680的轨道半长轴为2.7000425 UA，离心率为0.210。